# Luigi Caruso
Luigi Caruso (* 25. September 1754 in Neapel; † 15. November 1823 in Perugia) war ein italienischer klassischer Komponist und Kapellmeister. 

## Leben und Wirken
Luigi Caruso erhielt seine musikalische Ausbildung zunächst bei seinem Vater, dem Kapellmeister und Kantor Giuseppe Caruso. Anschließend folgte ein Studium bei Nicola Sala am Conservatorio della Pietà dei Turchini in Neapel.
Caruso begann früh mit dem Komponieren von Opern. Zudem wurde ihm im März 1788 das Amt des Maestro di cappella am Dom von Perugia übertragen, das er mit Unterbrechungen bis zu seinem Tod ausübte. Als Kapellmeister wirkte er außerdem in Cingoli (1790), nach einer langen Reise nach Portugal in Fabriano (1796) und ab 1808 am Dom von Urbino. Dort kam es zu Differenzen mit dem Domkapitel, das ihm Unzuverlässigkeit in der Einhaltung seiner Verpflichtungen vorwarf, sodass er 1810 von dieser Position zurücktrat.
Es folgte eine Zeit in kirchlichen Diensten in Palermo, bevor er nach Perugia zurückkehrte, dort auch als Kantor am Oratorio di San Filippo Neri tätig war und eine Musikschule gründete. Von Perugia aus unternahm er ausgedehnte Reisen nach Portugal, Frankreich und Deutschland.

## Werk
Vermutlich ist Carusos erstes bekanntes Werk als Opernkomponist die Oper Il barone Trocchia (1773). Die Oper L’Artaserse (Libretto von Pietro Metastasio), die 1774 in London aufgeführt wurde, wird ihm sicher zugeschrieben. Als seine Hauptwerke gelten L’Albergatrice Vivace (1780) und Gli Amanti alla Prova (1783). Bis 1790 komponierte er pro Jahr drei bis vier Opern in den Genres Opera buffa und Opera seria, darunter Vertonungen der Metastasio-Libretti Alessandro nell’Indie (Rom 1787), Antigono (Rom 1788) und Demetrio (Venedig 1790). 
Seine Opern wurden sowohl an italienischen als auch an ausländischen Theatern erfolgreich aufgeführt – u. a. in Deutschland, Österreich, Frankreich, Griechenland, Spanien, Portugal und Russland. Den größten Erfolg als Opernkomponist hatte er während der letzten 20 Jahre des 18. Jahrhunderts. Caruso blieb trotz der Wandlungen des Musikstils Richtung Romantik der Tradition der Neapolitanischen Oper verbunden und war nicht fähig, sich den Veränderungen der Zeit anzupassen, weshalb er sich dann auch verstärkt dem Komponieren geistlicher Musik zuwandte.
Neben einem umfangreichen Werk an Opern komponierte Caruso Sinfonien, Kammermusik, Vokalmusik sowie zahlreiche geistliche Werke, darunter Messen, Oratorien und Psalmen. 